# Convair XC-99
XC-99 — американський військово-транспортний літак.

## Історія створення
Замовлення на створення XC-99 ВПС США підписали 31 грудня 1942 р. Роботи над проєктом велися паралельно з розробкою B-36, для ХС-99 був спроєктований фюзеляж з двопалубною гермокабіною довжиною 55,6 м, шириною 4 м і висотою 7,66 м. Крило і силова установка були такими ж як і у В-36. Перший виліт літак зробив 24 листопада 1947 р. Випробування тривали до весни 1949 р.
Передбачалося до складу кожного авіакрила В-36 передати по одному ХС-99 для перевезення обладнання, палива і озброєння (у тому числі атомного). Однак будівництво цього літака виявилося занадто дорогим, і був виготовлений лише один його екземпляр.

## Експлуатація
У 1949 р. єдиний виготовлений літак передали до 7-го авіакрила SAC.
15 квітня 1949 р. на ХС-99 було встановлено рекорд вантажопідйомності 45400 кг було піднято на 10000 футів.
Від початку 1950-х рр.. ХС-99 брав участь у Корейській війні, де здійснював щотижневі міжконтинентальні рейси для потреб армії США.
Останній виліт літак здійснив у березні 1957 р., загалом ХС-99 налітав 7400 годин.

## Проєкти
Модель 37 — проєкт створення на основі ХС-99 пасажирської машини для превезення 200 пасажирів на трансатлантичних лініях. Переговори про створення літака велися з Пан Амерікен, однак замовлення від компанії так і не надійшло.